# Bướm sư Clark
Bướm sư Clark, tên khoa học Proserpinus clarkiae, là một loài bướm đêm thuộc họ Sphingidae. Nó sống ở British Columbia và Washington phía nam vùng qua California tới Baja California, phía đông đến Idaho, Wyoming, và Utah. Chúng được Boisduval phân loại vào năm 1852.

## Hình ảnh

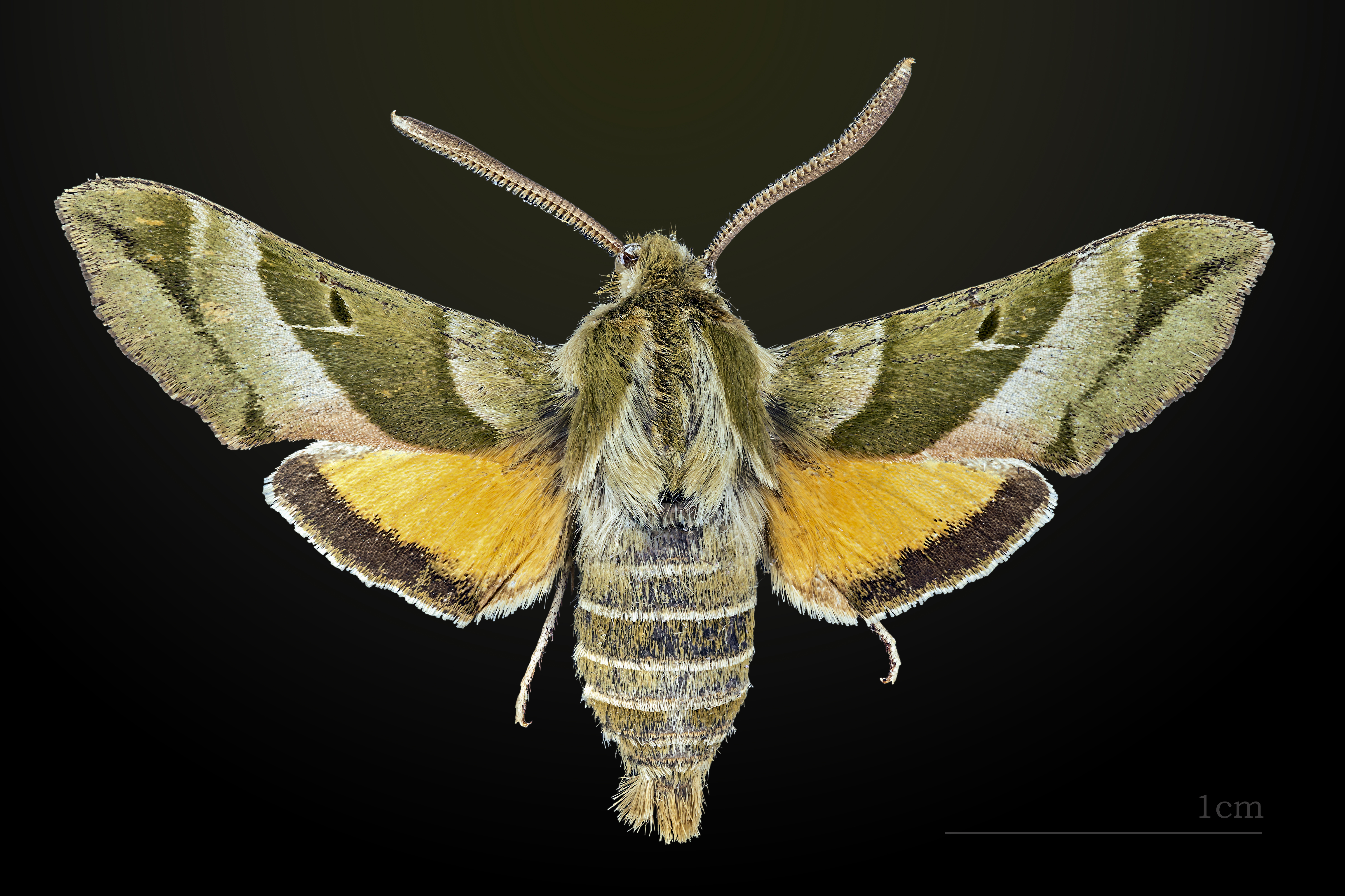
♂
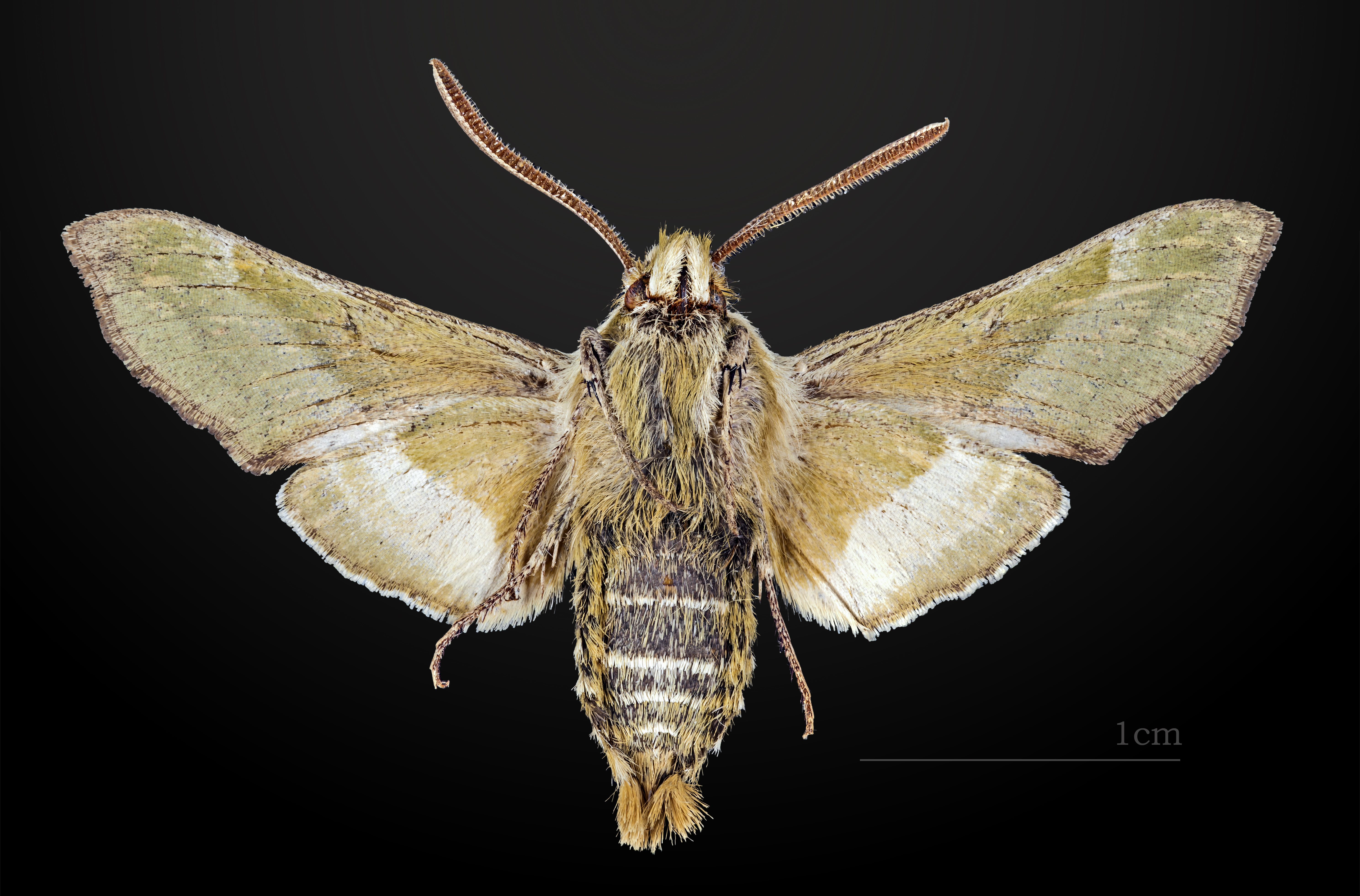
♂ △
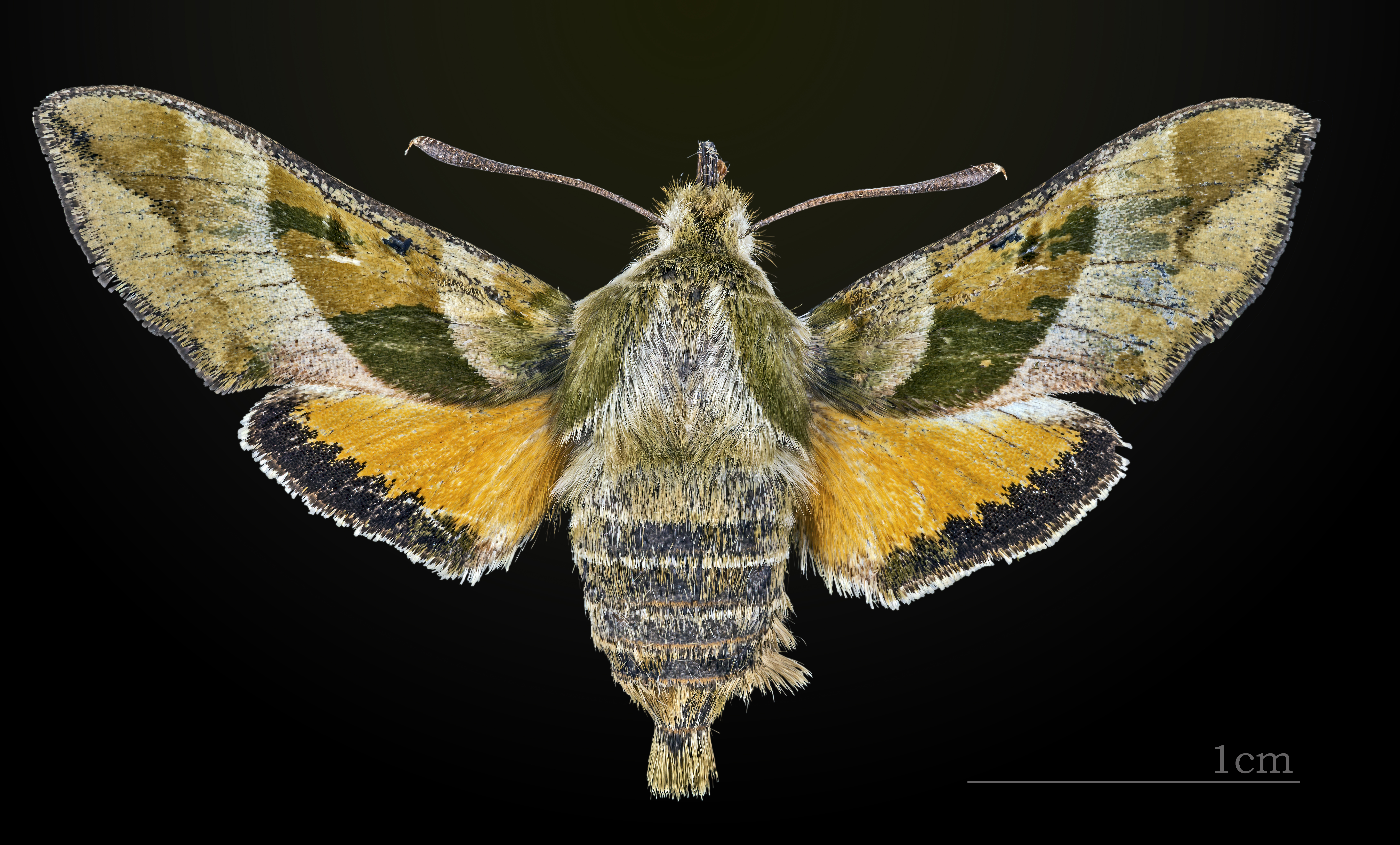
♀
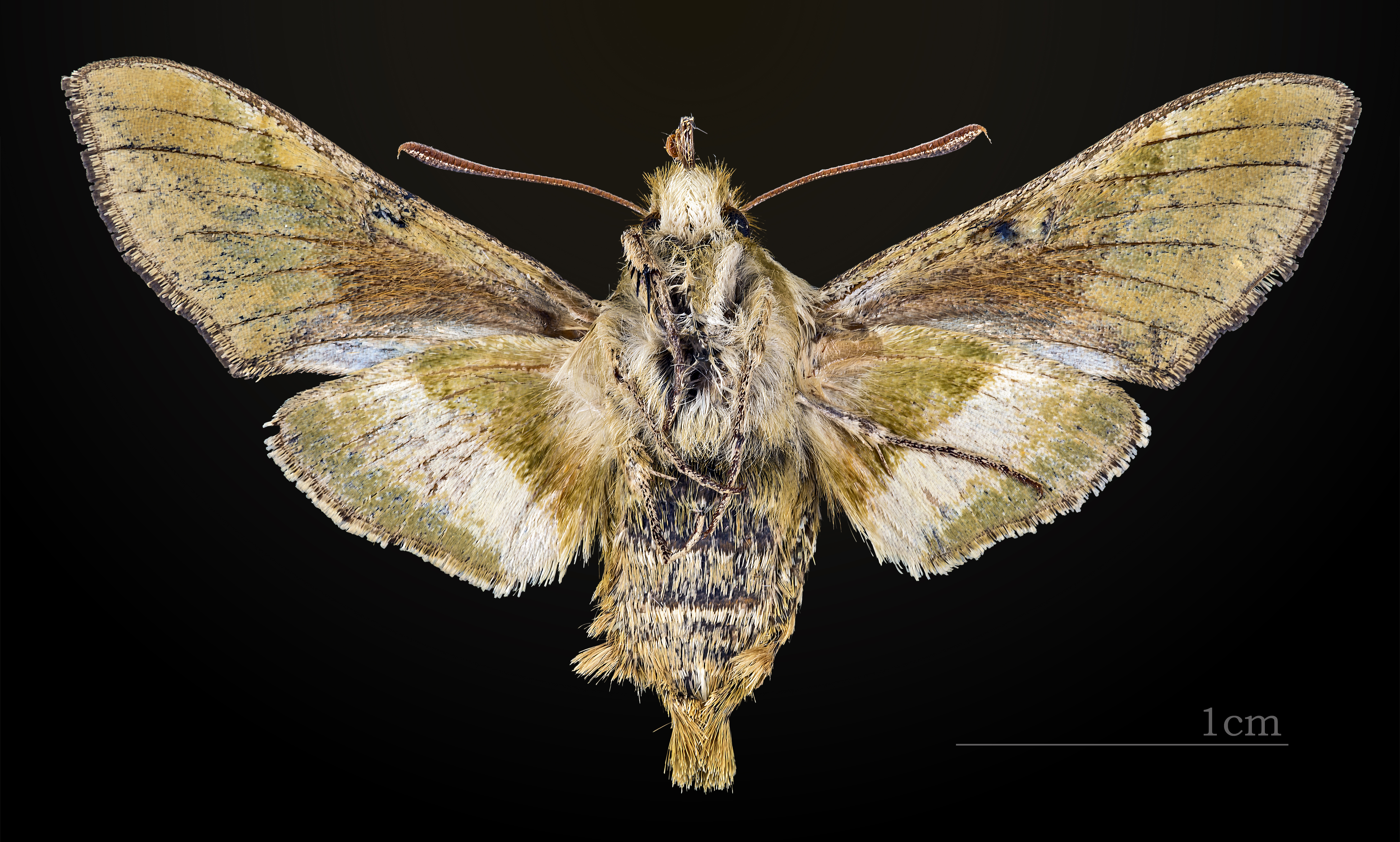
♀ △